# Epicykloida
Epicykloida – krzywa, jaką zakreśla ustalony punkt okręgu toczącego się bez poślizgu na zewnątrz innego, nieruchomego okręgu. Epicykloida jest szczególnym przypadkiem epitrochoidy.
Kształt epicykloidy zależy od stosunku {\displaystyle {\tfrac {R}{r}}} promieni okręgów, nieruchomego do toczącego się. Gdy promienie są równe otrzymuje się krzywą sercową, z grecka zwaną kardioidą (sercowata od gr. καρδιά – serce).

## Opis matematyczny
Epicykloidę najłatwiej opisać równaniami parametrycznymi:
{\displaystyle x=(R+r)\cos(t)-r\cos \left({\frac {R+r}{r}}t\right),}
{\displaystyle y=(R+r)\sin(t)-r\sin \left({\frac {R+r}{r}}t\right).}

## Przykłady
Poniższe rysunki pokazują kilka epicykloid dla różnych wartości ilorazów {\displaystyle {\tfrac {R}{r}}.}
- powstawanie kardioidy i kardioida statycznie:

- epicykloida {\displaystyle {\tfrac {R}{r}}=2} (zwana też nefroidą) – powstawanie i krzywa statycznie:

- epicykloida {\displaystyle {\frac {R}{r}}=3} – powstawanie i krzywa statycznie:

Jeżeli stosunek {\displaystyle {\frac {R}{r}}} jest liczbą niewymierną, otrzymuje się krzywą otwartą. Kolejne przybliżenia takiej sytuacji pokazują poniższe rysunki: